# Ocrea

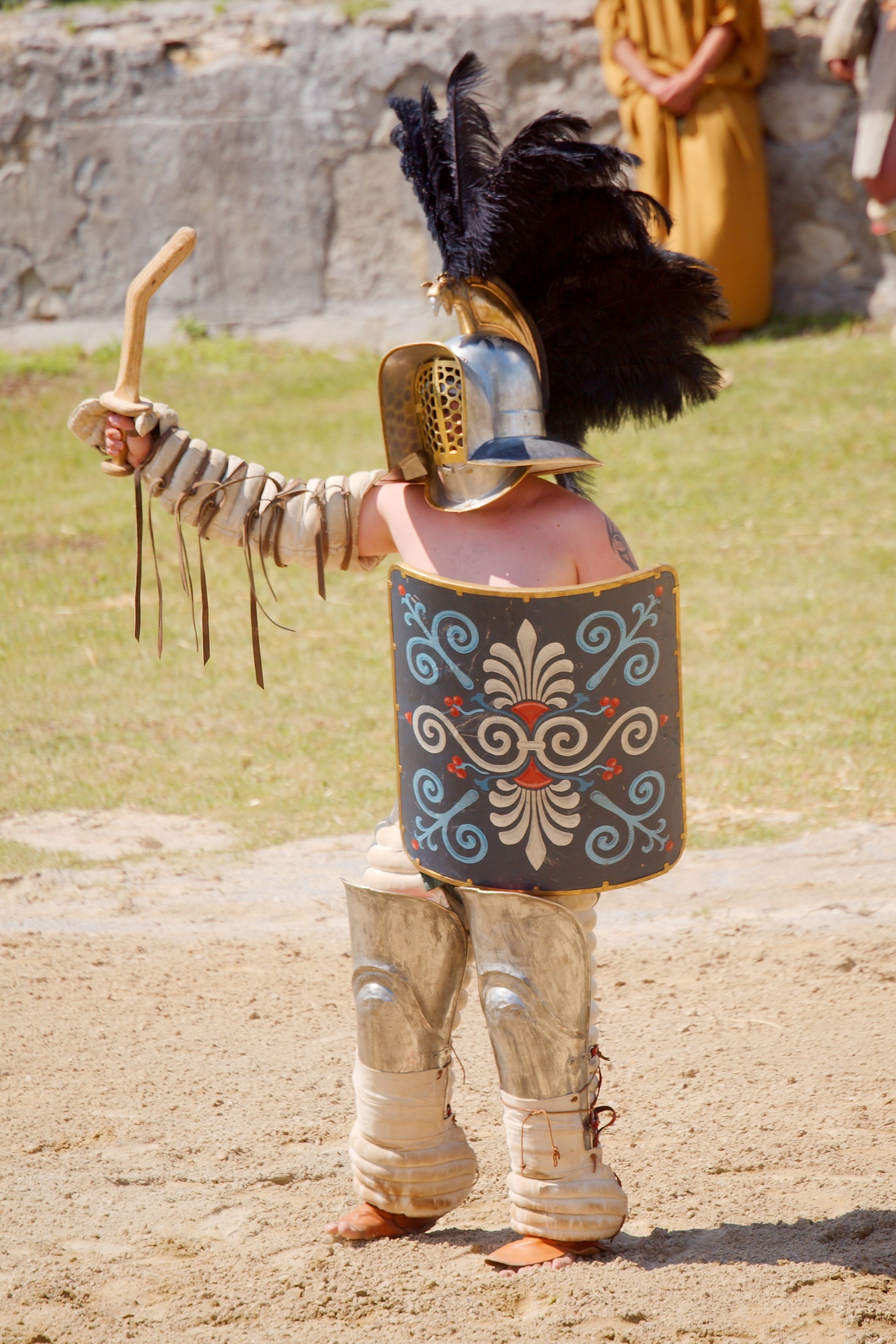
Représentation moderne d'un thrace, montrant les deux ocreae qui protègent ses jambes.

« Ocrea », pluriel « ocreae », désigne les jambières montant jusqu'à la mi-cuisse, souvent en cuir, métal ou bois, et utilisées dans l'Antiquité, notamment par les gladiateurs (mirmillon, thrace et secutor), ou plus généralement, par tout type de soldat ayant un minimum d'armure.

## Origine
L'ocrea était originellement portée à la jambe gauche, c'est-à-dire au pied de garde, donc le pied posé en avant en escrime, puisque le bouclier était tenu à la main gauche.
Seul le thrace portait deux ocreae, pouvant ainsi surprendre l'adversaire en changeant de garde.